# Ulrik Skotte
Ulrik Skotte (født 1966) er en dansk journalist.
Ulrik Skotte var redaktionschef for DR Historie og Ungdomsredaktionen fra sommer 2007 til 1/1-2010.
Tidligere har Ulrik Skotte arbejdet i Team Danmark som informationsmedarbejder og kom i 1994 til Danmarks Radio, hvor han i flere år arbejdede som journalist ved TV-AS (TV-Avisen og Sporten). Her lavede han flere dokumentarprogrammer, bl.a. "Statsplan 1425" (1995) om det østtyske sportssystem før murens fald og "Dødens etape" (1996) om det nok så omtalte dopingstof EPO, der for alvor blev brugt og introduceret i cykelsporten i 90'erne. Senere var han redaktør ved OL i Atlanta 1996 og VM i fodbold 1998. Herefter blev Ulrik Skotte redaktionschef på TV-Avisen – et job han bestred i 5 år hvorefter han blev chef for DR Event i 4 år. Det var bl.a. Ulrik Skotte, der havde ansvaret for TV-Avisens udsendelser fra New York om terrorangrebet den 11. september 2001 – en verdensbegivenhed der udspandt over flere døgn med mange timers direkte TV fra NY.
Ulrik Skotte underviser i ledelse hos blandt andet Djøf. Han er mentor for kvindelige erhvervsledere og forelæser på Aalborg Universitet i Kommunikation.
Ulrik Skotte er cand. phil. i kommunikation (1991) og har eksamen i ophavsret, patentret og medieret 2. del fra det juridiske fakultet, Københavns Universitet. Siden 1992 har han været ekstern lektor på Aalborg Universitet i offentlighedsteori, ophavsret, journalistik, medieret mm. 